# Bietowo
Bietowo – wieś kociewska w Polsce położona w województwie pomorskim, w powiecie starogardzkim, w gminie Lubichowo przy drodze wojewódzkiej nr . Wieś jest siedzibą sołectwa Bietowo, w którego skład wchodzi także miejscowość Kaliska.
W latach 1975–1998 miejscowość administracyjnie należała do województwa gdańskiego.